# Walter Kaminsky
Pour les articles homonymes, voir Kaminsky.
Walter Kaminsky, né à Hambourg le 7 mai 1941 et mort le 23 novembre 2024, est un chimiste allemand. 

## Biographie
Kaminsky est né à Hambourg, en Allemagne et étudie la chimie à l'Université de Hambourg. Il rejoint leur faculté en 1979 et est professeur titulaire de chimie technique et macromoléculaire.
Ses recherches portent sur la polymérisation des alcènes, mais aussi sur le recyclage des plastiques. Il découvre en 1975 la forte activité des mélanges de métallocène du groupe 4 / méthylaluminoxane (MAO), qui portent le nom de catalyseurs de Kaminsky.
Il reçoit, entre autres prix, le prix scientifique européen Körber en 1988, la médaille Benjamin Franklin en 1999, et le prix Hermann Staudinger en 2002.